# Путч (мультфильм)
«Путч» — советский короткометражный мультфильм, созданный на московской студии «Пилот» режиссёрами Александром Татарским и Михаилом Алдашиным, посвящённый событиям августа 1991 года.

## Сюжет
Мультфильм показывает в негативном свете членов Государственного комитета по чрезвычайному положению. В начале мультфильма рука некоего субъекта стучится в их кабинеты под тревожную музыку. Когда открывается дверь, они предстают в следующем виде:
- Премьер-министр СССР Валентин Павлов в мультфильме носит на волосах грибы и яблоки как ёж, берет с головы яблоко и ест его[1].
- Министр внутренних дел СССР Борис Пуго в мультфильме обыгран как носящий постоянно съезжающий парик.[2]
- Лицо председателя КГБ СССР Владимира Крючкова показано, как фоторобот из лиц Феликса Дзержинского и Лаврентия Берии.
- В трясущихся руках вице-президент СССР Геннадий Янаев (его лицо не показано) держит кружку чая с ложкой и блюдцем. Ложка и блюдце создают стук, а чай разбрызгивается.[3]
- Министр обороны СССР Дмитрий Язов и заместитель председателя Совета обороны СССР Олег Бакланов изображены как держащие на подносе игрушечные танки и злобно ухмыляющиеся.[4]
- Президент Ассоциации госпредприятий и объединений промышленности, строительства, транспорта и связи СССР Александр Тизяков и председатель Крестьянского союза СССР Василий Стародубцев держат в руках соответственно молот и серп.

После этого та же рука указывает путь налево и все едут в указанном направлении верхом на танках под звуки "Марша коммунистических бригад", лишь Павлов едет на больничной койке под одеялом и с градусником. Затем президент РСФСР Борис Ельцин смывает их всех в унитаз и улыбается, после чего звучит Патриотическая песня Михаила Глинки и показывается развевающийся флаг России.
- На левой руке Ельцина ясно видны, — в том числе — и на заглавной фотографии данной статьи, — пять пальцев, при этом, как известно, именно на левой руке Ельцин потерял два пальца ещё в детстве, во время взрыва гранаты, которую пытался вскрыть.[6]

В конце появляется надпись на английском:

С 19 по 21 августа 1991 года все аниматоры, которые сделали этот фильм, защищали Белый дом России. И только в ночь на 21 августа они смогли начать работу над фильмом.
Оригинальный текст (англ.) From 19 to 21 of Аugust 1991 all animators who made this film have been defending white house of Russia. Only by night on August 21 they could start working on the film.

## История создания
Создатели мультфильма, Александр Татарский и Михаил Алдашин, защищали Белый Дом во время Августовского путча 1991 года.
…И я подумал: «Пусть меня задавят, пусть я умру, но умру свободным человеком, чем опять жить в этом поганом совке». Большего отвращения к государству я никогда больше не испытывал. И когда все благополучно закончилось, мне захотелось свои ощущения как-то выразить, наверное, это было очень наивно с моей стороны…
Алдашин практически сразу же после поражения путча обратился к директору российского телевидения Анатолию Лысенко и предложил ему создать короткометражный мультфильм о недавних событиях. Тот согласился, и создатели фильма в течение двух суток непрерывно рисовали. Ельцина, дёргающего за ручки унитаза, рисовал лично Алдашин. Мультфильм был показан по телевидению, ему был посвящён обзор в газете «Экран и сцена» (приложения газеты «Советская культура») № 36 за 1991 год.